# Монори, Рене
Рене́ Монори́ (фр. René Monory; 6 июня 1923, Лудён, департамент Вьенна, Франция — 11 апреля 2009, там же) — французский государственный деятель, председатель Сената Франции (1992—1998).

## Биография
Начал трудовую деятельность в 15-летнем в возрасте учеником механика в мастерской отца. В 1943 году, отказавшись трудовой повинности (STO), скрывался, чтобы избежать депортации и после освобождения Франции, возглавил автомастерскую отца, расширив её возможности за счет продажи и ремонта сельскохозяйственной техники и топлива.
Победив на муниципальных выборах (1955), он через четыре года был избран мэром Лудёна (1959), занимал этот пост до 1999 года. В 1961 году был избран генеральным советником департамента Вьенна (ушел в отставку в 2004 году). В 1973 году он создал одно из первых сообщество коммун (Communauté de communes) во Франции и возглавляет его. Региональный советник Пуату — Шаранта (1973—1989). Президент Генерального совета департамента Вьенна (1977—2004).
Убежденный сторонник политики децентрализации в начале 1980-х годах он выступает в поддержку создания литейных предприятий Renault и создания атомной электростанции в департаменте Вьенна. В 1984 году инициирует парка «Футуроскоп» в Пуатье. В 1996 году он начал первый в стране проект по подключению к Интернету ведомственных и образовательных учреждений.
В 1968 году был избран во французский Сенат. Занимал ряд ключевых должностей в правительстве страны,
- 1977—1978 годы — министр промышленности и торговли,
- 1978—1981 годы — министр экономики и финансов Франции. Автор «Закона Монори», принятого в 1978 году для поощрения инвестиций населения в ценные бумаги компаний с помощью налоговых льгот,
- 1985—1986 годы — председатель Регионального совета региона Пуату-Шаранта,
- 1986—1988 годы — министр образования; деятельность на этом посту отмечена массовыми студенческими протестами против плана университетских реформ министра-делегата Алена Деваке,
- 1992—1998 годы — председатель Сената Франции, в 1998 году выбыл в первом туре голосования при попытке избраться на второй срок. Был избран заместителем председателя Сената.

Избирался председателем Временного комитета Международного валютного фонда (1980—1981).
Завершил политическую карьеру в 2004 году.

## Награды
- Большая золотая медаль SEP (1996)
- Кавалер Ордена Почётного легиона (2005).